# Zbigniew Tomasz Jabłoński
Zbigniew Tomasz Jabłoński (ur. 17 maja 1926 we Lwowie, zm. 7 maja 1984 w Krakowie) – polski historyk, teatrolog, bibliotekarz, dyrektor Biblioteki PAN w Krakowie, znawca dziejów kultury polskiej wieków XVIII i XIX.

## Życiorys
Wykształcenie maturalne zdobył podczas niemieckiej okupacji, uczestnicząc w tajnym nauczaniu. W 1946, we Lwowie, zdał maturę ponownie. W 1946 zapisał się na studia historyczne na Uniwersytecie Jagiellońskim. W 1950 został magistrem, a w 1952 doktorem. Od 1948 pracował w Bibliotece Polskiej Akademii Umiejętności w Krakowie (późniejszej jednostce PAN). W 1950 został kierownikiem tamtejszego działu rękopisów. W latach 1953–1968 był wicedyrektorem biblioteki, a od 1969 do śmierci dyrektorem. 
W latach 1975–1984 wykładał w Zakładzie Bibliotekarstwa i Informacji Naukowej UJ. W 1984 został profesorem nadzwyczajnym. Opublikował ponad 300 prac naukowych. Był edytorem źródeł; opracował i wydał między innymi zbiór listów nt. Mickiewicza przechowywanych w krakowskiej Bibliotece PAN.
Wchodził w skład rady naukowej Polskiego Słownika Biograficznego. Od 1968 do śmierci był naczelnym „Rocznika Biblioteki PAN w Krakowie”. W latach 70. należał do redakcji „Roczników Bibliotecznych” i „Pamiętnika Biblioteki Kórnickiej”. Należał do rad naukowych najważniejszych bibliotek naukowych w Polsce: Kórnickiej, warszawskich PAN i Narodowej, Zakładu Ossolińskich i Gdańskiej.

## Odznaczenia
- Medal 30-lecia Polski Ludowej (1974)[2]
- Krzyż Kawalerski Orderu Odrodzenia Polski (1969)[2]
- Złota Odznaka ZNP (1965)[2]
- Złoty Krzyż Zasługi (1964)[2]